# Bernard Emanuilowitsch Bychowski
Bernard Emanuilowitsch Bychowski (russisch Бернард Эммануилович Быховский; * 12. September 1898; † 19. April 1980) war ein sowjetischer Philosoph.
Seine Themenschwerpunkte waren neben dem Dialektischen Materialismus der Thomismus, die Philosophie von George Berkeley, Kierkegaard, Ludwig Feuerbach und Schopenhauer.
1920 wurde er Mitglied der Kommunistischen Partei. Bis 1923 studierte er an der Belarussischen Staatsuniversität, ab 1929 war er dort Professor. 1944 wurde ihm der Staatspreis der UdSSR (damals Stalinpreis) verliehen.

## Publikationen
Bychowski hat 55 Bücher geschrieben und rund 140 Essays in Sammelwerken und Zeitschriften verfasst. 
- Schopenhauer and the ground of existence. Amsterdam: Grümer 1984.
- Die Erosion der "ewigen" Philosophie. Kritik des Neothomismus. (Beiträge zur Kritik der bürgerlichen Ideologie und des Revisionismus).  Berlin: Deutscher Verlag d. Wissenschaften 1977.
- Das reaktionäre Wesen der bürgerlichen Physiologie. Berlin: Verlag Junge Welt 1953.